# UEFA Europa League 2017-2018 (qualificazioni)
Le qualificazioni alla UEFA Europa League 2017-2018 si sono disputate tra il 29 giugno 2017 e il 3 agosto 2017. Partecipano a questa prima fase della competizione 141 club: 29 di essi si qualificano al successivo turno di spareggi, composto da 44 squadre.

## Date
| Turno         | Sorteggio                                              | Andata            | Ritorno         |
| ------------- | ------------------------------------------------------ | ----------------- | --------------- |
| Primo turno   | 19 giugno 2017, ore 13:00 CEST e ore 14:30 CEST (Nyon) | 29 giugno 2017    | 4-6 luglio 2017 |
| Secondo turno | 19 giugno 2017, ore 13:00 CEST e ore 14:30 CEST (Nyon) | 12-13 luglio 2017 | 20 luglio 2017  |
| Terzo turno   | 14 luglio 2017, ore 13:00 CEST (Nyon)                  | 27 luglio 2017    | 2-3 agosto 2017 |

## Squadre
| Legenda                                                        | Legenda             | Legenda                        |
| -------------------------------------------------------------- | ------------------- | ------------------------------ |
| I club vincitori del terzo turno avanzano al turno di spareggi |                     |                                |
| I club sconfitti nel primo turno,                              | nel secondo turno e | nel terzo turno sono eliminati |

| Squadre               | Coeff  |
| --------------------- | ------ |
| Zenit San Pietroburgo | 87.106 |
| Athletic Bilbao       | 60.999 |
| Fenerbahçe            | 51.840 |
| Sparta Praga          | 48.135 |
| Milan                 | 47.666 |
| PSV                   | 46.212 |
| Braga                 | 37.366 |
| Gent                  | 35.480 |
| PAOK                  | 35.080 |
| Krasnodar             | 32.106 |
| Bordeaux              | 29.333 |
| Everton               | 29.192 |
| Olympique Marsiglia   | 28.333 |
| Dinamo Zagabria       | 26.050 |
| Friburgo              | 20.899 |
| Austria Vienna        | 17.070 |
| Panathīnaïkos         | 15.080 |
| Marítimo              | 14.866 |
| Sion                  | 14.415 |
| Oleksandrija          | 9.526  |
| Olimpik Donec'k       | 8.526  |
| Ostenda               | 8.480  |
| Dinamo Bucarest       | 6.370  |
| U Craiova             | 4.870  |
| Arka Gdynia           | 3.950  |

| Squadre          | Coeff  |
| ---------------- | ------ |
| Galatasaray      | 58.840 |
| Astra Giurgiu    | 17.870 |
| Hajduk Spalato   | 11.550 |
| Apollōn Limassol | 10.710 |
| Mladá Boleslav   | 10.135 |
| Lucerna          | 9.415  |
| Brøndby          | 8.800  |
| Qəbələ           | 7.800  |
| Aberdeen         | 6.785  |
| Utrecht          | 6.712  |
| Sturm Graz       | 6.570  |
| Paniōnios        | 5.580  |
| Bnei Yehuda      | 4.875  |
| Dinamo Brėst     | 3.975  |
| Östersund        | 3.945  |
| Brann            | 3.665  |

| Squadre            | Coeff  |
| ------------------ | ------ |
| Maccabi Tel Aviv   | 23.375 |
| Midtjylland        | 16.300 |
| Dinamo Minsk       | 10.975 |
| Lech Poznań        | 10.950 |
| HJK                | 10.530 |
| AIK                | 9.945  |
| Vojvodina          | 9.075  |
| Videoton           | 8.650  |
| AEL Limassol       | 8.210  |
| Šachcër Salihorsk  | 7.475  |
| Slovan Bratislava  | 7.350  |
| Stella Rossa       | 7.325  |
| AS Trenčín         | 6.850  |
| Skënderbeu         | 6.825  |
| Altach             | 6.570  |
| St. Johnstone      | 6.535  |
| AEK Larnaca        | 6.210  |
| İnter Baku         | 6.050  |
| Beitar Gerusalemme | 5.875  |
| Ventspils          | 5.725  |
| Odd                | 5.665  |
| Osijek             | 5.550  |
| Qairat             | 5.550  |
| Sarajevo           | 5.300  |
| KR Reykjavík       | 5.175  |
| IFK Norrköping     | 4.945  |
| Milsami Orhei      | 4.900  |
| Kalju Nõmme        | 4.800  |
| Lyngby             | 4.800  |
| Željezničar        | 4.800  |
| Botev Plovdiv      | 4.675  |
| Olimpia Lubiana    | 4.625  |
| Valletta           | 4.550  |
| Jagiellonia        | 4.450  |
| Vaduz              | 4.450  |
| Levski Sofia       | 4.425  |
| Stjarnan           | 4.175  |
| Haugesund          | 4.165  |
| Domžale            | 4.125  |
| Levadia Tallinn    | 4.050  |
| Ordabasy           | 4.050  |
| Crusaders          | 3.900  |
| Ferencváros        | 3.900  |
| Rabotnički         | 3.875  |
| Rangers            | 3.785  |
| Širak              | 3.775  |
| Dacia Chișinău     | 3.650  |
| Široki Brijeg      | 3.550  |
| Zirə               | 3.550  |
| Differdange 03     | 3.475  |

| Squadre            | Coeff |
| ------------------ | ----- |
| Fola Esch          | 3.475 |
| Gorica             | 3.375 |
| Škendija           | 3.375 |
| Ertis              | 3.550 |
| Mladost Podgorica  | 3.550 |
| Sutjeska           | 3.300 |
| P'yownik           | 3.275 |
| Dunav Ruse         | 3.175 |
| Mladost Lučani     | 3.075 |
| Partizani Tirana   | 3.075 |
| Shamrock Rovers    | 3.065 |
| Flora Tallinn      | 3.050 |
| Chik. Sachkhere    | 3.025 |
| Lincoln Red Imps   | 3.000 |
| Jelgava            | 2.975 |
| SJK                | 2.780 |
| Cork City          | 2.565 |
| Zeta               | 2.550 |
| B36 Tórshavn       | 2.450 |
| Ružomberok         | 2.350 |
| Derry City         | 2.315 |
| Liepāja            | 2.225 |
| Zarea Bălți        | 2.150 |
| VPS                | 2.030 |
| Valur              | 1.925 |
| Vasas              | 1.900 |
| Atlantas           | 1.825 |
| Sūduva             | 1.825 |
| Tirana             | 1.825 |
| Ganjasar           | 1.775 |
| T'orp'edo Kutaisi  | 1.775 |
| Trakai             | 1.575 |
| Tre Penne          | 1.566 |
| Bala Town          | 1.525 |
| Dinamo Batumi      | 1.525 |
| NSÍ Runavík        | 1.450 |
| Balzan             | 1.300 |
| Bangor City        | 1.275 |
| Connah's Q.N.      | 1.275 |
| Progrès Niedercorn | 1.225 |
| UE Santa Coloma    | 1.233 |
| Pelister           | 1.125 |
| Folgore            | 1.066 |
| Floriana           | 1.050 |
| Ballymena Utd      | 0.900 |
| Coleraine          | 0.900 |
| Sant Julià         | 0.733 |
| KÍ Klaksvík        | 0.700 |
| St Joseph's        | 0.500 |
| Prishtina          | 0.000 |

## Primo turno

### Sorteggio
| Gruppo 1                                                    | Gruppo 1                                                   | Gruppo 2                                                  | Gruppo 2                                                           | Gruppo 3                                                           | Gruppo 3                                           | Gruppo 4                                                      | Gruppo 4                                                     |
| Teste di serie                                              | Non teste di serie                                         | Teste di serie                                            | Non teste di serie                                                 | Teste di serie                                                     | Non teste di serie                                 | Teste di serie                                                | Non teste di serie                                           |
| ----------------------------------------------------------- | ---------------------------------------------------------- | --------------------------------------------------------- | ------------------------------------------------------------------ | ------------------------------------------------------------------ | -------------------------------------------------- | ------------------------------------------------------------- | ------------------------------------------------------------ |
| AS Trenčín Maccabi Tel Aviv İnter Baku Dacia Chișinău Širak | Škendija Gorica Mladost Lučani Tirana T'orp'edo Kutaisi    | Lech Poznań Qairat Altach Levski Sofia Zirə               | Sutjeska Differdange 03 Chik. Sachkhere Atlantas Pelister          | Mladost Podgorica Beitar Gerusalemme Milsami Orhei Ertis Vojvodina | Dunav Ruse Ružomberok Fola Esch Vasas Ganjasar     | Videoton Ordabasy Botev Plovdiv Jagiellonia Slovan Bratislava | Dinamo Batumi P'yownik Partizani Tirana Široki Brijeg Balzan |
| Gruppo 5                                                    | Gruppo 5                                                   | Gruppo 6                                                  | Gruppo 6                                                           | Gruppo 7                                                           | Gruppo 7                                           | Gruppo 8                                                      | Gruppo 8                                                     |
| Teste di serie                                              | Non teste di serie                                         | Teste di serie                                            | Non teste di serie                                                 | Teste di serie                                                     | Non teste di serie                                 | Teste di serie                                                | Non teste di serie                                           |
| AEL Limassol Stella Rossa Osijek Željezničar Rabotnički     | Zeta Tre Penne UE Santa Coloma Floriana St Joseph's        | Skënderbeu Valletta Sarajevo AEK Larnaca Rangers          | Lincoln Red Imps Progrès Niedercorn Zarea Bălți Folgore Sant Julià | Haugesund Ventspils Vaduz Midtjylland Domžale                      | Derry City Flora Tallinn Bala Town Valur Coleraine | Stjarnan St. Johnstone Olimpia Lubiana Dinamo Minsk Crusaders | NSÍ Runavík Liepāja VPS Trakai Shamrock Rovers               |
| Gruppo 9                                                    | Gruppo 9                                                   | Gruppo 10                                                 | Gruppo 10                                                          |                                                                    |                                                    |                                                               |                                                              |
| Teste di serie                                              | Non teste di serie                                         | Teste di serie                                            | Non teste di serie                                                 |                                                                    |                                                    |                                                               |                                                              |
| IFK Norrköping Odd HJK Ferencváros Kalju Nõmme              | Jelgava B36 Tórshavn Connah's Q.N. Ballymena Utd Prishtina | AIK Šachcër Salihorsk KR Reykjavík Lyngby Levadia Tallinn | Bangor City Cork City SJK Sūduva KÍ Klaksvík                       |                                                                    |                                                    |                                                               |                                                              |

### Risultati

#### Andata
| Arbitro: | Mikhail Vilkov |

|  |           |                |
|  | Marcatori | 15’, 69’ Kapić |

| Arbitro: | Arnold Hunter |

|            |           |  |
| Bugaiov 5’ | Marcatori |  |

| Arbitro: | Omar Pashayev |

|                                                                 |           |  |
| Gohou 21’, 50’ (rig.) Aršavin 26’ (rig.), 42’ Iličević 30’, 73’ | Marcatori |  |

| Arbitro: | Bryn Markham-Jones |

|          |           |                              |
| Sukaj 5’ | Marcatori | 27’, 88’ Kossoko 62’ Nedelev |

| Arbitro: | Ádám Farkas |

|                     |           |                                                         |
| Avetisyan 7’ (rig.) | Marcatori | 22’, 68’ Hološko 62’ Savićević 75’ (aut.) Shakhnazaryan |

| Ventspils 29 giugno 2017, ore 17:00 CEST | Ventspils     | 0 – 0 referto | Valur | Ventspils Olimpiskais Centrs (1 933 spett.)\| Arbitro: \| Rahim Hasanov \| |
| Arbitro:                                 | Rahim Hasanov |               |       |                                                                            |

| Arbitro: | Tim Marshall |

|                                                   |           |            |
| Mance 36’, 40’ Čataković 75’ Paur 81’ Beridze 87’ | Marcatori | 10’ Guruli |

| Arbitro: | Oleksandr Derdo |

|                         |           |             |
| Astravuch 42’ Nojok 52’ | Marcatori | 86’ Knudsen |

| Arbitro: | Jørgen Burchardt |

|  |           |                         |
|  | Marcatori | 43’ Buckley 82’ Beattie |

| Arbitro: | Erik Lambrechts |

|  |           |              |
|  | Marcatori | 49’ Sheridan |

| Salihorsk 29 giugno 2017, ore 18:00 CEST | Šachcër Salihorsk | 0 – 0 referto | Sūduva | Stroitel (3 100 spett.)\| Arbitro: \| Alexandr Aliyev \| |
| Arbitro:                                 | Alexandr Aliyev   |               |        |                                                          |

| Arbitro: | Krzysztof Jakubik |

|                                       |           |  |
| B. Ibraimi 7’ (rig.) Radeski 10’, 75’ | Marcatori |  |

| Arbitro: | Petr Ardeleanu |

|             |           |  |
| Vahtera 12’ | Marcatori |  |

| Arbitro: | Leontios Trattou |

|                           |           |                |
| Tjapkin 13’ Dmitrijev 79’ | Marcatori | 49’ Johannesen |

| Arbitro: | Stavros Mantalos |

|           |           |  |
| Blume 13’ | Marcatori |  |

| Arbitro: | Nenad Djokić |

|                                                   |           |                             |
| Georginho 19’ Benayoun 88’ Vered 90+1’ Sabo 90+2’ | Marcatori | 36’, 43’ Pavlov 52’ Kulcsár |

| Arbitro: | Vasilis Dimitriou |

|                   |           |  |
| R. Varga 11’, 69’ | Marcatori |  |

| Arbitro: | Nikolaj Hänni |

|                                                            |           |  |
| Florian 22’, 68’ Joan Tomàs 52’, 65’ Tričkovski 77’ (rig.) | Marcatori |  |

| Arbitro: | Erez Papir |

|  |           |                |
|  | Marcatori | 4’ Ngwat-Mahop |

| Arbitro: | Alexandru Tean |

|                                                                                       |           |  |
| Tronstad 8’ Abdi 33’ Hajradinović 42’ Ikedi 49’ Ibrahim 52’ Huseklepp 61’ Buduson 71’ | Marcatori |  |

| Arbitro: | Martin Lundby |

|                                |           |              |
| Mapuku 1’, 21’ Procházka 45+1’ | Marcatori | 79’ Marković |

| Arbitro: | Edin Jakupović |

|                                        |           |  |
| Mladenovic 1’ Broberg 53’ Haugen 90+2’ | Marcatori |  |

| Arbitro: | Trustin Farrugia Cann |

|  |           |                      |
|  | Marcatori | 80’ Mioč 90+6’ Lukić |

| Arbitro: | Alexandros Aretopoulos |

|                         |           |               |
| Zahynajlov 7’ Gómez 33’ | Marcatori | 74’ Mihojević |

| Arbitro: | Daniyar Sakhi |

|                       |           |  |
| Gadze 22’ Belfort 80’ | Marcatori |  |

| Arbitro: | Dennis Antamo |

|                          |           |             |
| Dallevedove 4’ Hadji 80’ | Marcatori | 81’ Plătică |

| Arbitro: | Alain Durieux |

|              |           |                           |
| Venables 61’ | Marcatori | 21’ Zárate 29’ M. Brunner |

| Arbitro: | Cătălin Gaman |

|            |           |  |
| Woolfe 40’ | Marcatori |  |

| Arbitro: | Aleksandrs Golubevs |

|                                                                  |           |  |
| Moberg-Karlsson 10’ Andersson 24’ Eliasson 26’ Holmberg 31’, 40’ | Marcatori |  |

| Tórshavn 29 giugno 2017, ore 20:00 CEST | KÍ Klaksvík   | 0 – 0 referto | AIK | Gundadalur (1 374 spett.)\| Arbitro: \| Michal Ocenáš \| |
| Arbitro:                                | Michal Ocenáš |               |     |                                                          |

| Arbitro: | Tihomir Pejin |

|                    |           |  |
| Cohen 27’ Dasa 64’ | Marcatori |  |

| Arbitro: | Markus Hameter |

|                                                                      |           |            |
| Dal Hende 4’ Riis 15’ J. Poulsen 44’ (rig.) Kroon 59’, 61’ Kraev 84’ | Marcatori | 66’ Curtis |

| Arbitro: | Robert Hennessy |

|            |           |  |
| Latifi 69’ | Marcatori |  |

| Arbitro: | Halil Umut Meler |

|                  |           |            |
| Malbašić 8’, 21’ | Marcatori | 81’ Daniel |

| Arbitro: | João Pinheiro |

|                     |           |  |
| Repas 77’ Žužek 90’ | Marcatori |  |

| Arbitro: | Aleksei Matyunin |

|  |           |                                    |
|  | Marcatori | 23’, 41’ Scarlatache 75’ R. Əliyev |

| Arbitro: | Paul Mclaughlin |

|                     |           |  |
| Djurišić 57’ (rig.) | Marcatori |  |

| Arbitro: | Ferenc Karakó |

|                              |           |  |
| Krstanović 37’ (rig.), 45+1’ | Marcatori |  |

| Arbitro: | Mattias Gestranius |

|                                       |           |  |
| Boakye 45+5’ (rig.), 89’ S. Srnić 78’ | Marcatori |  |

| Arbitro: | Jason Lee Barcelo |

|  |           |            |
|  | Marcatori | 90’ Mitrev |

| Arbitro: | Anders Poulsen |

|                                 |           |                |
| Lowry 28’ Carvill 35’ Owens 55’ | Marcatori | 61’ Karašausks |

| Arbitro: | Luis Miguel Branco Godinho |

|                                                |           |  |
| Nielsen 28’ (rig.) Šitum 30’, 57’ Majewski 38’ | Marcatori |  |

| Arbitro: | Mohammed Al-Hakim |

|            |           |  |
| Miller 37’ | Marcatori |  |

| Arbitro: | Fran Jović |

|                 |           |                          |
| Shaughnessy 32’ | Marcatori | 14’ Maksimov 36’ Šilėnas |

| Arbitro: | Petur Reinert |

|  |           |                                             |
|  | Marcatori | 4’ Arruabarrena 51’ Mesca 64’, 71’ Lafrance |

| Arbitro: | Denis Scherbakov |

|                         |           |  |
| S. Borg 42’ Velasco 48’ | Marcatori |  |

| Arbitro: | Dejan Jakimovski |

|                            |           |  |
| Šćepović 79’ Lazović 90+4’ | Marcatori |  |

| Arbitro: | Kirill Levnikov |

|             |           |  |
| Lendrić 48’ | Marcatori |  |

| Reykjavík 29 giugno 2017, ore 21:15 CEST | KR Reykjavík  | 0 – 0 referto | SJK | KR-völlur (531 spett.)\| Arbitro: \| Zbynek Proske \| |
| Arbitro:                                 | Zbynek Proske |               |     |                                                       |

| Arbitro: | Tomasz Musiał |

|  |           |          |
|  | Marcatori | 38’ Shaw |

#### Ritorno
| Arbitro: | Filip Glova |

|                                     |           |                                    |
| Kaljević 3’, 86’ (rig.) Effiong 56’ | Marcatori | 15’ Géresi 23’ Šćepović 80’ Juhász |

| Arbitro: | Vilhjalmur Thorarinsson |

|                            |           |  |
| Françoise 66’ S. Thill 75’ | Marcatori |  |

| Arbitro: | Luis Teixeira |

|                                                                 |           |  |
| Avraam 2’ Elia 37’, 45+6’ Dani 52’ A. Kyriakou 90’ Mavrou 90+2’ | Marcatori |  |

| Arbitro: | Peter Kralović |

|  |           |                                                             |
|  | Marcatori | 32’ Alimi 45’ Stênio Júnior 81’ Zejnullai 89’ (rig.) Hasani |

| Arbitro: | Roomer Tarajev |

|                 |           |                 |
| A. Antoniuc 37’ | Marcatori | 58’ Dallevedove |

| Almaty 6 luglio 2017, ore 17:00 CEST | Ordabasy           | 0 – 0 referto | Široki Brijeg | Almaty Ortalyk Stadion (1 820 spett.)\| Arbitro: \| Zaven Hovhannisyan \| |
| Arbitro:                             | Zaven Hovhannisyan |               |               |                                                                           |

| Arbitro: | François Letexier |

|  |           |                                   |
|  | Marcatori | 39’ Trałka 66’ Jevtić 77’ Jóźwiak |

| Arbitro: | Donald Robertson |

|                                  |           |             |
| Leimonas 34’ A. Jankauskas 90+2’ | Marcatori | 38’ Kavalëŭ |

| Arbitro: | Sándor Szabó |

|  |           |                                      |
|  | Marcatori | 50’ Schoenfeld 80’ Itzhaki 86’ Rikan |

| Arbitro: | Dumitri Muntean |

|  |           |             |
|  | Marcatori | 37’ Priskin |

| Arbitro: | Manfredas Lukjancukas |

|                                                               |           |  |
| S. Sahiti 28’ Najdenov 43’, 59’ Markoski 71’ Velinov 82’, 83’ | Marcatori |  |

| Arbitro: | Nicolas Laforge |

|           |           |                               |
| Ciofu 12’ | Marcatori | 35’ (rig.) Iličević 39’ Gohou |

| Arbitro: | Horatiu Fesnic |

|                              |           |                                           |
| Beglarishvili 2’ Ainsalu 22’ | Marcatori | 40’ Firer 86’ (rig.) Ibričić 89’ Balkovec |

| Arbitro: | Sascha Amhof |

|  |           |                                                |
|  | Marcatori | 68’ Petrović 90+2’ Kaludjerović 90+4’ Raičević |

| Arbitro: | Furkat Atazhanov |

|                              |           |  |
| Yaghoubi 11’ Pelvas 31’, 55’ | Marcatori |  |

| Arbitro: | Irfan Peljto |

|  |           |                          |
|  | Marcatori | 51’ Pálmason 83’ Thomsen |

| Arbitro: | Stanislav Todorov |

|              |           |  |
| Maksimov 88’ | Marcatori |  |

| Arbitro: | Suren Baliyan |

|                                      |           |  |
| Eristavi 33’ (rig.) Karašausks 90+4’ | Marcatori |  |

| Arbitro: | Laurent Kopriwa |

|                                               |           |  |
| Markkanen 3’, 6’, 42’ Ishizaki 16’ Olsson 24’ | Marcatori |  |

| Arbitro: | Alper Ulusoy |

|             |           |  |
| Brisola 22’ | Marcatori |  |

| Arbitro: | Boris Marhefka |

|                  |           |                     |
| Vandenbroeck 10’ | Marcatori | 64’ Manga 68’ Gadze |

| Arbitro: | Jovan Kaludjerović |

|  |           |                         |
|  | Marcatori | 6’ Maslać 88’ Darabayev |

| Arbitro: | Mykola Balakin |

|                       |           |  |
| Dênis 23’ Hacıyev 74’ | Marcatori |  |

| Arbitro: | Dennis Higler |

|                                |           |  |
| Kovačević 67’ (aut.) Maslo 87’ | Marcatori |  |

| Arbitro: | Bojan Nikolić |

|                                              |           |  |
| Mareš 10’, 23’, 64’ de Kamps 62’ Sekulić 66’ | Marcatori |  |

| Arbitro: | Mario Zebec |

|  |           |                           |
|  | Marcatori | 21’, 64’ Gong 49’ Beridze |

| Arbitro: | Jari Järvinen |

|                            |           |  |
| Turkeš 22’, 39’ Mathys 43’ | Marcatori |  |

| Arbitro: | Donatas Rumšas |

|  |           |                         |
|  | Marcatori | 3’, 43’ Larsen 37’ Kjær |

| Arbitro: | Iwan Arwel Griffith |

|  |           |                          |
|  | Marcatori | 32’, 90+5’ (rig.) Saroka |

| Arbitro: | Espen Eskås |

|              |           |                        |
| Heinesen 52’ | Marcatori | 18’ Liliu 88’ Valikaev |

| Arbitro: | Jens Maae |

|  |           |               |
|  | Marcatori | 71’ Andersson |

| Arbitro: | Aleksandrs Anufrijevs |

|                                                        |                      |                                                              |
| Hebibović 13’ Kadušić 35’ (rig.)                       | Marcatori            | 60’ (aut.) Mihojević                                         |
| Hodžić Ivetić Mihojević Bekić Sarić Anđušić Kuzmanović | Tiri di rigore 5 – 6 | Slinkin Suvorov Golovatenco Zahynajlov Yermak Mihaliov Focșa |

| Arbitro: | Georgios Kominis |

|  |           |                |
|  | Marcatori | 66’ Strandvall |

| Arbitro: | Veaceslav Banari |

|          |           |                    |
| Nutz 29’ | Marcatori | 57’ T'at'anashvili |

| Arbitro: | Georgios Kyzas |

|                                             |           |                             |
| S. Pisani 45+3’ (rig.) Vella 78’ Varela 84’ | Marcatori | 13’, 70’ Boakye 76’ Milijaš |

| Arbitro: | Genc Nuza |

|  |           |            |
|  | Marcatori | 65’ Malano |

| Arbitro: | Peter Kjaesgaard-Andersen |

|                                 |           |                        |
| Prljević 13’ (aut.) Osuji 90+2’ | Marcatori | 34’ Kaba 56’ Bičaxčyan |

| Arbitro: | Yuriy Mozharovskyy |

|                                                  |           |  |
| Tomelin 58’ Černych 81’ Runje 88’ Sekulski 90+3’ | Marcatori |  |

| Arbitro: | Kai Erik Steen |

|  |           |                                                            |
|  | Marcatori | 2’ G. Vujović 38’ Adeniyi 79’, 90+3’ Latifi 90+1’ Vangjeli |

| Nikšić 6 luglio 2017, ore 20:30 CEST | Sutjeska          | 0 – 0 referto | Levski Sofia | Gradski (3 500 spett.)\| Arbitro: \| Dimitrios Massias \| |
| Arbitro:                             | Dimitrios Massias |               |              |                                                           |

| Arbitro: | Fabio Verissimo |

|  |           |                             |
|  | Marcatori | 10’, 61’ Ezra 90+1’ Varenne |

| Arbitro: | Tiago Martins |

|                               |           |                         |
| Kukuličić 29’ N. Krsotvić 76’ | Marcatori | 32’ Zakarić 61’ Lendrić |

| Arbitro: | Radek Příhoda |

|  |           |                              |
|  | Marcatori | 79’ (aut.) Millar 88’ Haugen |

| Coleraine 6 luglio 2017, ore 20:45 CEST | Coleraine     | 0 – 0 referto | Haugesund | The Showgrounds (944 spett.)\| Arbitro: \| Carlos Xistra \| |
| Arbitro:                                | Carlos Xistra |               |           |                                                             |

| Arbitro: | Gunnar Jarl Jónsson |

|                                    |           |                            |
| Sheppard 28’ Maguire 46’, 86’, 90’ | Marcatori | 15’ Kobzar' 33’ N. Andreev |

| Arbitro: | Rade Obrenovic |

|             |           |                                  |
| McEneff 41’ | Marcatori | 7’, 38’, 69’ Onuachu 59’ Wikheim |

| Arbitro: | Keith Kennedy |

|                                             |           |  |
| Ejupi 8’ Barišić 40’ (rig.) Bočkaj 56’, 62’ | Marcatori |  |

| Arbitro: | Glenn Nyberg |

|           |           |  |
| Burke 20’ | Marcatori |  |

| Arbitro: | Pavel Orel |

|            |           |                  |
| Bardon 42’ | Marcatori | 78’ (rig.) Jorge |

| Arbitro: | Rob Harvey |

|              |           |  |
| Larusson 71’ | Marcatori |  |

#### Tabella riassuntiva
| Squadra 1          | Totale          | Squadra 2          | Andata | Ritorno     |
| ------------------ | --------------- | ------------------ | ------ | ----------- |
| Maccabi Tel Aviv   | 5 - 0           | Tirana             | 2 - 0  | 3 - 0       |
| Mladost Lučani     | 0 - 5           | İnter Baku         | 0 - 3  | 0 - 2       |
| Širak              | 2 - 4           | Gorica             | 0 - 2  | 2 - 2       |
| Škendija           | 7 - 0           | Dacia Chișinău     | 3 - 0  | 4 - 0       |
| AS Trenčín         | 8 - 1           | T'orp'edo Kutaisi  | 5 - 1  | 3 - 0       |
| Qairat             | 8 - 1           | Atlantas           | 6 - 0  | 2 - 1       |
| Chik. Sachkhere    | 1 - 2           | Altach             | 0 - 1  | 1 - 1       |
| Zirə               | 4 - 1           | Differdange 03     | 2 - 0  | 2 - 1       |
| Levski Sofia       | 3 - 1           | Sutjeska           | 3 - 1  | 0 - 0       |
| Lech Poznań        | 7 - 0           | Pelister           | 4 - 0  | 3 - 0       |
| Beitar Gerusalemme | 7 - 3           | Vasas              | 4 - 3  | 3 - 0       |
| Fola Esch          | 3 - 2           | Milsami Orhei      | 2 - 1  | 1 - 1       |
| Vojvodina          | 2 - 3           | Ružomberok         | 2 - 1  | 0 - 2       |
| Ertis              | 3 - 0           | Dunav Ruse         | 1 - 0  | 2 - 0       |
| Mladost Podgorica  | 4 - 0           | Ganjasar           | 1 - 0  | 3 - 0       |
| Široki Brijeg      | 2 - 0           | Ordabasy           | 2 - 0  | 0 - 0       |
| Partizani Tirana   | 1 - 4           | Botev Plovdiv      | 1 - 3  | 0 - 1       |
| P'yownik           | 1 - 9           | Slovan Bratislava  | 1 - 4  | 0 - 5       |
| Dinamo Batumi      | 0 - 5           | Jagiellonia        | 0 - 1  | 0 - 4       |
| Videoton           | 5 - 3           | Balzan             | 2 - 0  | 3 - 3       |
| Stella Rossa       | 6 - 3           | Floriana           | 3 - 0  | 3 - 3       |
| UE Santa Coloma    | 0 - 6           | Osijek             | 0 - 2  | 0 - 4       |
| Tre Penne          | 0 - 7           | Rabotnički         | 0 - 1  | 0 - 6       |
| Željezničar        | 3 - 2           | Zeta               | 1 - 0  | 2 - 2       |
| St Joseph's        | 0 - 10          | AEL Limassol       | 0 - 4  | 0 - 6       |
| Valletta           | 3 - 0           | Folgore            | 2 - 0  | 1 - 0       |
| Zarea Bălți        | 3 - 3 (6-5 dcr) | Sarajevo           | 2 - 1  | 1 - 2 (dts) |
| Rangers            | 1 - 2           | Progrès Niedercorn | 1 - 0  | 0 - 2       |
| AEK Larnaca        | 6 - 1           | Lincoln Red Imps   | 5 - 0  | 1 - 1       |
| Skënderbeu         | 6 - 0           | Sant Julià         | 1 - 0  | 5 - 0       |
| Ventspils          | 0 - 1           | Valur              | 0 - 0  | 0 - 1       |
| Bala Town          | 1 - 5           | Vaduz              | 1 - 2  | 0 - 3       |
| Domžale            | 5 - 2           | Flora Tallinn      | 2 - 0  | 3 - 2       |
| Midtjylland        | 10 - 2          | Derry City         | 6 - 1  | 4 - 1       |
| Haugesund          | 7 - 0           | Coleraine          | 7 - 0  | 0 - 0       |
| St. Johnstone      | 1 - 3           | Trakai             | 1 - 2  | 0 - 1       |
| VPS                | 2 - 0           | Olimpia Lubiana    | 1 - 0  | 1 - 0       |
| Crusaders          | 3 - 3 (gt)      | Liepāja            | 3 - 1  | 0 - 2       |
| Dinamo Minsk       | 4 - 1           | NSÍ Runavík        | 2 - 1  | 2 - 0       |
| Stjarnan           | 0 - 2           | Shamrock Rovers    | 0 - 1  | 0 - 1       |
| Odd                | 5 - 0           | Ballymena Utd      | 3 - 0  | 2 - 0       |
| Connah's Q.N.      | 1 - 3           | HJK                | 1 - 0  | 0 - 3       |
| Kalju Nõmme        | 4 - 2           | B36 Tórshavn       | 2 - 1  | 2 - 1       |
| Ferencváros        | 3 - 0           | Jelgava            | 2 - 0  | 1 - 0       |
| IFK Norrköping     | 6 - 0           | Prishtina          | 5 - 0  | 1 - 0       |
| Šachcër Salihorsk  | 1 - 2           | Sūduva             | 0 - 0  | 1 - 2       |
| KR Reykjavík       | 2 - 0           | SJK                | 0 - 0  | 2 - 0       |
| Levadia Tallinn    | 2 - 6           | Cork City          | 0 - 2  | 2 - 4       |
| Lyngby             | 4 - 0           | Bangor City        | 1 - 0  | 3 - 0       |
| KÍ Klaksvík        | 0 - 5           | AIK                | 0 - 0  | 0 - 5       |

## Secondo turno

### Sorteggio
Vincitori del primo turno di qualificazione la cui identità non era nota al momento del sorteggio. Le squadre in corsivo hanno sconfitto una squadra con un coefficiente più alto nel primo turno di qualificazione, in modo da assumere il coefficiente del loro avversario nel sorteggio per il secondo turno di qualificazione.
| Gruppo 1                                                                          | Gruppo 1                                                                           | Gruppo 2                                             | Gruppo 2                                             | Gruppo 3                                               | Gruppo 3                                                                |
| Teste di serie                                                                    | Non teste di serie                                                                 | Teste di serie                                       | Non teste di serie                                   | Teste di serie                                         | Non teste di serie                                                      |
| --------------------------------------------------------------------------------- | ---------------------------------------------------------------------------------- | ---------------------------------------------------- | ---------------------------------------------------- | ------------------------------------------------------ | ----------------------------------------------------------------------- |
| Dinamo Minsk Apollōn Limassol Mladá Boleslav Slovan Bratislava Beitar Gerusalemme | Zarea Bălți Lyngby Botev Plovdiv Shamrock Rovers Rabotnički                        | Astra Giurgiu AIK Skënderbeu AEK Larnaca Paniōnios   | Qairat Željezničar Cork City Gorica Zirə             | Hajduk Spalato Lech Poznań Brøndby Videoton Trakai     | IFK Norrköping Kalju Nõmme VPS Levski Sofia Haugesund                   |
| Gruppo 4                                                                          | Gruppo 4                                                                           | Gruppo 5                                             | Gruppo 5                                             | Gruppo 6                                               | Gruppo 6                                                                |
| Teste di serie                                                                    | Non teste di serie                                                                 | Teste di serie                                       | Non teste di serie                                   | Teste di serie                                         | Non teste di serie                                                      |
| Maccabi Tel Aviv Ružomberok AEL Limassol Qəbələ Sūduva Utrecht                    | KR Reykjavík Valletta Jagiellonia Template:Liepaja (2014) Progrès Niedercorn Brann | Galatasaray Stella Rossa Altach İnter Baku Valur Odd | Fola Esch Vaduz Domžale Dinamo Brėst Östersund Ertis | Midtjylland HJK Lucerna AS Trenčín Aberdeen Sturm Graz | Osijek Bnei Yehuda Široki Brijeg Ferencváros Škendija Mladost Podgorica |

### Risultati

#### Andata
| Arbitro: | Eitan Shmuelevitz |

|             |           |  |
| Seyidov 89’ | Marcatori |  |

| Arbitro: | Marius Avram |

|                       |           |                   |
| Živković 90+3’ (rig.) | Marcatori | 51’ (rig.) Boakye |

| Arbitro: | Leontios Trattou |

|          |           |            |
| Gohou 9’ | Marcatori | 72’ Nimaga |

| Arbitro: | Anastasios Papapetrou |

|                                           |           |              |
| Schoenfeld 65’ Kjartansson 79’ Atzili 82’ | Marcatori | 58’ Pálmason |

| Arbitro: | Arnold Hunter |

|                       |           |                 |
| Najdenov 90+2’ (rig.) | Marcatori | 53’ Chvaščynski |

| Arbitro: | Kevin Clancy |

|  |           |                  |
|  | Marcatori | 47’ Acosta Evans |

| Arbitro: | Markus Hameter |

|                                        |           |            |
| B. Ibraimi 45’ (rig.), 59’, 64’ (rig.) | Marcatori | 35’ Jallow |

| Arbitro: | João Capela |

|  |           |                                           |
|  | Marcatori | 8’ Pátkai 47’ (rig.), 74’ (rig.) Šćepović |

| Arbitro: | Luca Barbeno |

|          |           |              |
| Nutz 49’ | Marcatori | 74’ Sjadz'ko |

| Arbitro: | Bart Vertenten |

|                      |           |  |
| Pukki 16’ Fisker 28’ | Marcatori |  |

| Arbitro: | Erez Papir |

|  |           |                             |
|  | Marcatori | 18’ Verbickas 75’ Laukžemis |

| Arbitro: | Ádám Farkas |

|                                             |           |  |
| Schembri 10’ Alex 21’ (rig.) João Pedro 28’ | Marcatori |  |

| Arbitro: | Alain Bieri |

|                                       |           |                                  |
| Abdi 24’ Hajradinović 71’ Ibrahim 73’ | Marcatori | 75’ Majewski 90+3’ (rig.) Jevtić |

| Arbitro: | Juan Martínez Munuera |

|                           |           |  |
| Ghoddos 68’ Hopcutt 90+2’ | Marcatori |  |

| Arbitro: | Marco Fritz |

|                    |           |              |
| Joseph-Monrose 47’ | Marcatori | 15’ Romančuk |

| Arbitro: | Antti Munukka |

|  |           |            |
|  | Marcatori | 42’ Occéan |

| Arbitro: | Sergey Tsinkevich |

|                                     |           |             |
| Ioniță 31’ Dandea 55’ Le Tallec 74’ | Marcatori | 34’ Sadıqov |

| Paola 13 luglio 2017, ore 19:30 CEST | Valletta      | 0 – 0 referto | Utrecht | Hibernians Stadium (1 795 spett.)\| Arbitro: \| Ognjen Valjić \| |
| Arbitro:                             | Ognjen Valjić |               |         |                                                                  |

| Arbitro: | Massimiliano Irrati |

|  |           |                  |
|  | Marcatori | 66’ Arruabarrena |

| Arbitro: | Bartosz Frankowski |

|             |           |            |
| Kachila 11’ | Marcatori | 73’ Jusein |

| Arbitro: | Amaury Delerue |

|                            |           |              |
| Andersson 32’ Holmberg 61’ | Marcatori | 66’ Maksimov |

| Arbitro: | Nenad Djokić |

|  |           |          |
|  | Marcatori | 75’ Kjær |

| Arbitro: | José María Sánchez Martínez |

|          |           |            |
| Paur 59’ | Marcatori | 3’ Valskis |

| Arbitro: | Mohammed Al-Hakim |

|                   |           |  |
| Futács 24’ (rig.) | Marcatori |  |

| Arbitro: | Mattias Gestranius |

|  |           |                   |
|  | Marcatori | 2’ (rig.) Krkotić |

| Arbitro: | Erik Lambrechts |

|              |           |              |
| Christie 17’ | Marcatori | 69’ Marković |

| Arbitro: | François Letexier |

|  |           |             |
|  | Marcatori | 70’ Truyols |

| Arbitro: | Marco Guida |

|                      |           |  |
| Ejupi 66’ Grezda 79’ | Marcatori |  |

| Sarajevo 13 luglio 2017, ore 20:45 CEST | Željezničar      | 0 – 0 referto | AIK | Grbavica (11 170 spett.)\| Arbitro: \| Adrien Jaccottet \| |
| Arbitro:                                | Adrien Jaccottet |               |     |                                                            |

| Arbitro: | Sandro Schärer |

|                        |           |                                                      |
| Botka 22’ R. Varga 42’ | Marcatori | 45+1’ (rig.), 61’, 67’ (rig.) J. Poulsen 90’ Onuachu |

| Arbitro: | Hugo Miguel |

|                |           |  |
| Yeşil 12’, 47’ | Marcatori |  |

| Arbitro: | Bojan Pandžić |

|                  |           |                                 |
| Burke 48’, 90+2’ | Marcatori | 35’, 63’ Mebrahtu 88’ Chramosta |

| Arbitro: | Tore Hansen |

|                     |           |                              |
| Lárusson 36’ (rig.) | Marcatori | 23’ Repas 73’ (rig.) Ibričić |

#### Ritorno
| Arbitro: | Nicolas Rainville |

|                                  |           |  |
| Nojok 21’ Galović 70’ Saroka 84’ | Marcatori |  |

| Arbitro: | Vilhjalmur Thorarinsson |

|                                       |           |            |
| Rygaard Jensen 19’ (rig.) Ørnskov 30’ | Marcatori | 90’ Oršula |

| Arbitro: | Gunnar Jarl Jónsson |

|                    |           |               |
| Radeski 28’ (aut.) | Marcatori | 71’ Čeliković |

| Arbitro: | Giorgi Kruashvili |

|                           |           |  |
| Chramosta 9’ Mebrahtu 31’ | Marcatori |  |

| Arbitro: | Laurent Kopriwa |

|  |           |           |
|  | Marcatori | 57’ Keita |

| Arbitro: | Dennis Higler |

|                                                |                      |                                 |
| Maksimov 11’, 35’                              | Marcatori            | 86’ Skrabb                      |
| Klimavičius Vorobjovas Čyžas Šyška Januševskij | Tiri di rigore 5 – 3 | Wahlqvist Smith Eliasson Skrabb |

| Arbitro: | Paolo Valeri |

|                              |           |                    |
| J. Voutilainen 11’ Sohna 40’ | Marcatori | 16’ (aut.) Meerits |

| Arbitro: | Keith Kennedy |

|  |           |                                 |
|  | Marcatori | 8’ Ngamaleu 44’ Nutz 51’ Netzer |

| Arbitro: | Pavle Radovanović |

|             |           |  |
| Florian 33’ | Marcatori |  |

| Arbitro: | Georgios Kominis |

|                          |           |  |
| Johansson 48’ Goitom 85’ | Marcatori |  |

| Arbitro: | Tomasz Musiał |

|                            |           |  |
| Tchibota 50’ Ashkenazi 85’ | Marcatori |  |

| Arbitro: | Artyom Kuchin |

|  |           |                              |
|  | Marcatori | 64’ Qose 78’ (rig.) Kružliak |

| Arbitro: | Ali Palabıyık |

|         |           |                       |
| Buş 69’ | Marcatori | 80’ Ohandza 86’ Erceg |

| Arbitro: | Alper Ulusoy |

|                                    |           |               |
| Wikheim 34’ Nissen 71’ Sørloth 81’ | Marcatori | 64’ Rui Pedro |

| Arbitro: | Aleksandar Vasić |

|                |           |  |
| Mladenovic 82’ | Marcatori |  |

| Arbitro: | Alexandre Boucaut |

|           |           |                              |
| Focșa 47’ | Marcatori | 45’ (rig.) Alex 80’ Schembri |

| Baku 20 luglio 2017, ore 19:00 CEST | Zirə               | 0 – 0 referto | Astra Giurgiu | Dalga Stadium (4 200 spett.)\| Arbitro: \| Georgi Vadachkoria \| |
| Arbitro:                            | Georgi Vadachkoria |               |               |                                                                  |

| Arbitro: | Kirill Levnikov |

|                                                 |           |  |
| P. Dimov 10’ Viana 32’ Baltanov 47’ Brisola 90’ | Marcatori |  |

| Arbitro: | Donatas Rumšas |

|                                              |           |                 |
| Hadji 21’ Saiti 32’ Laterza 59’ Sacras 90+4’ | Marcatori | 70’ Fərcad-Azad |

| Arbitro: | Bastian Dankert |

|                 |           |                  |
| Ahmet Çalık 69’ | Marcatori | 60’ (rig.) Nouri |

| Arbitro: | Ian McNabb |

|                                    |           |            |
| Klaiber 18’ Janssen 76’ Labyad 83’ | Marcatori | 88’ Malano |

| Arbitro: | Martin Lundby |

|                |           |           |
| Jurić 19’, 62’ | Marcatori | 72’ Ejupi |

| Arbitro: | Frank Schneider |

|                          |           |               |
| Fidelis 70’ Lafrance 88’ | Marcatori | 83’ Françoise |

| Arbitro: | Dimitar Meckarovski |

|                                           |           |                              |
| Firer 25’ (rig.) Balkovec 69’ Ibričić 71’ | Marcatori | 3’ (rig.) Lýðsson 43’ Bøgild |

| Arbitro: | Alexander Harkam |

|                          |           |  |
| Jevtić 32’ Nielsen 90+3’ | Marcatori |  |

| Arbitro: | Jens Maae |

|                     |           |  |
| Lilaj 50’ Plaku 83’ | Marcatori |  |

| Arbitro: | Sebastian Colţescu |

|  |           |                         |
|  | Marcatori | 18’ Gurbanov 89’ Ozobić |

| Arbitro: | Nikola Popov |

|  |           |                                   |
|  | Marcatori | 33’ Röcher 39’ Zulechner 46’ Alar |

| Arbitro: | Fedayi San |

|                         |           |  |
| Donald 10’ S. Srnić 77’ | Marcatori |  |

| Arbitro: | Anatolij Abdula |

|                              |           |                                    |
| Kapić 15’ (rig.), 67’ (rig.) | Marcatori | 11’ Masouras 16’ Yeşil 23’ Lamprou |

| Arbitro: | Michael Tykgaard |

|  |           |                               |
|  | Marcatori | 72’ Stewart 78’ Mackay-Steven |

| Arbitro: | Mario Zebec |

|             |           |                      |
| Lazović 37’ | Marcatori | 50’ (rig.) Dmitrijev |

| Arbitro: | Ivaylo Stoyanov |

|  |           |                          |
|  | Marcatori | 57’ Atzili 66’ D. Peretz |

#### Tabella riassuntiva
| Squadra 1          | Totale          | Squadra 2         | Andata | Ritorno     |
| ------------------ | --------------- | ----------------- | ------ | ----------- |
| Beitar Gerusalemme | 1 - 5           | Botev Plovdiv     | 1 - 1  | 0 - 4       |
| Apollōn Limassol   | 5 - 1           | Zarea Bălți       | 3 - 0  | 2 - 1       |
| Rabotnički         | 1 - 4           | Dinamo Minsk      | 1 - 1  | 0 - 3       |
| Slovan Bratislava  | 1 - 3           | Lyngby            | 0 - 1  | 1 - 2       |
| Shamrock Rovers    | 2 - 5           | Mladá Boleslav    | 2 - 3  | 0 - 2       |
| Željezničar        | 0 - 2           | AIK               | 0 - 0  | 0 - 2       |
| Cork City          | 0 - 2           | AEK Larnaca       | 0 - 1  | 0 - 1       |
| Qairat             | 1 - 3           | Skënderbeu        | 1 - 1  | 0 - 2       |
| Paniōnios          | 5 - 2           | Gorica            | 2 - 0  | 3 - 2       |
| Astra Giurgiu      | 3 - 1           | Zirə              | 3 - 1  | 0 - 0       |
| Haugesund          | 3 - 4           | Lech Poznań       | 3 - 2  | 0 - 2       |
| Brøndby            | 3 - 2           | VPS               | 2 - 0  | 1 - 2       |
| IFK Norrköping     | 3 - 3 (3-5 dcr) | Trakai            | 2 - 1  | 1 - 2 (dts) |
| Hajduk Spalato     | 3 - 1           | Levski Sofia      | 1 - 0  | 2 - 1       |
| Kalju Nõmme        | 1 - 4           | Videoton          | 0 - 3  | 1 - 1       |
| Maccabi Tel Aviv   | 5 - 1           | KR Reykjavík      | 3 - 1  | 2 - 0       |
| Valletta           | 1 - 3           | Utrecht           | 0 - 0  | 1 - 3       |
| Ružomberok         | 2 - 1           | Brann             | 0 - 1  | 2 - 0       |
| Liepāja            | 1 - 2           | Sūduva            | 0 - 2  | 1 - 0       |
| Qəbələ             | 3 - 1           | Jagiellonia       | 1 - 1  | 2 - 0       |
| Progrès Niedercorn | 1 - 3           | AEL Limassol      | 0 - 1  | 1 - 2       |
| Altach             | 4 - 1           | Dinamo Brėst      | 1 - 1  | 3 - 0       |
| Östersund          | 3 - 1           | Galatasaray       | 2 - 0  | 1 - 1       |
| İnter Baku         | 2 - 4           | Fola Esch         | 1 - 0  | 1 - 4       |
| Vaduz              | 0 - 2           | Odd               | 0 - 1  | 0 - 1       |
| Valur              | 3 - 5           | Domžale           | 1 - 2  | 2 - 3       |
| Ertis              | 1 - 3           | Stella Rossa      | 1 - 1  | 0 - 2       |
| Aberdeen           | 3 - 1           | Široki Brijeg     | 1 - 1  | 2 - 0       |
| Ferencváros        | 3 - 7           | Midtjylland       | 2 - 4  | 1 - 3       |
| Sturm Graz         | 3 - 1           | Mladost Podgorica | 0 - 1  | 3 - 0       |
| Škendija           | 4 - 2           | HJK               | 3 - 1  | 1 - 1       |
| AS Trenčín         | 1 - 3           | Bnei Yehuda       | 1 - 1  | 0 - 2       |
| Osijek             | 3 - 2           | Lucerna           | 2 - 0  | 1 - 2       |

## Terzo turno

### Sorteggio
Partecipano al terzo turno 58 squadre. 
| Gruppo 1                                                          | Gruppo 1                                                           | Gruppo 2                                                                       | Gruppo 2                                                                | Gruppo 3                                                             | Gruppo 3                                               |
| Teste di serie                                                    | Non teste di serie                                                 | Teste di serie                                                                 | Non teste di serie                                                      | Teste di serie                                                       | Non teste di serie                                     |
| ----------------------------------------------------------------- | ------------------------------------------------------------------ | ------------------------------------------------------------------------------ | ----------------------------------------------------------------------- | -------------------------------------------------------------------- | ------------------------------------------------------ |
| Fenerbahçe PSV Krasnodar Panathīnaïkos Škendija                   | Osijek Qəbələ Lyngby Sturm Graz Trakai                             | Athletic Bilbao PAOK Dinamo Zagabria Austria Vienna Midtjylland Mladá Boleslav | Olimpik Donec'k AEL Limassol Skënderbeu Dinamo Bucarest Odd Arka Gdynia | Östersund Milan Bordeaux Maccabi Tel Aviv Hajduk Spalato Lech Poznań | Brøndby Videoton Utrecht Fola Esch Paniōnios U Craiova |
| Gruppo 4                                                          | Gruppo 4                                                           | Gruppo 5                                                                       | Gruppo 5                                                                |                                                                      |                                                        |
| Teste di serie                                                    | Non teste di serie                                                 | Teste di serie                                                                 | Non teste di serie                                                      |                                                                      |                                                        |
| Sparta Praga Gent Everton Astra Giurgiu Marítimo Apollōn Limassol | Oleksandrija Stella Rossa Aberdeen Altach Botev Plovdiv Ružomberok | Zenit San Pietroburgo Braga Olympique Marsiglia Friburgo Sion Dinamo Minsk     | AIK Ostenda Bnei Yehuda AEK Larnaca Domžale Sūduva                      |                                                                      |                                                        |

### Risultati

#### Andata
| Arbitro: | Alan Mario Sant |

|                         |           |            |
| Chramosta 42’ Jánoš 87’ | Marcatori | 86’ Latifi |

| Arbitro: | Alain Bieri |

|              |           |              |
| Bilenkyi 49’ | Marcatori | 59’ Henrique |

| Arbitro: | Neil Doyle |

|                  |           |                   |
| Maksimov 1’, 52’ | Marcatori | 39’ Stênio Júnior |

| Arbitro: | Bart Vertenten |

|                 |           |  |
| Kjartansson 48’ | Marcatori |  |

| Arbitro: | Petr Ardeleanu |

|                    |           |  |
| Tete 42’ Hevel 70’ | Marcatori |  |

| Arbitro: | Marius Avram |

|                     |           |            |
| Sundgren 18’ (rig.) | Marcatori | Raúl Silva |

| Arbitro: | Christos Nicolaides |

|                               |           |          |
| Claesson 67’ Sulejmanov 90+3’ | Marcatori | 64’ Kjær |

| Arbitro: | Jevhen Aranovs'kyj |

|              |           |  |
| Bachirou 50’ | Marcatori |  |

| Arbitro: | Andrew Dallas |

|  |           |                    |
|  | Marcatori | 57’ (rig.) Barišić |

| Arbitro: | Ola Hobber Nilsen |

|                |           |                                   |
| Hierländer 10’ | Marcatori | 29’ (aut.) Maresic 35’ Neustädter |

| Arbitro: | Alexander Harkam |

|                                                  |           |  |
| Ricardo 3’ (aut.) Janušauskas 9’ Laukžemis 90+1’ | Marcatori |  |

| Utrecht 27 luglio 2017, ore 19:00 CEST | Utrecht            | 0 – 0 referto | Lech Poznań | Stadion Galgenwaard (13 817 spett.)\| Arbitro: \| Aleksandar Stavrev \| |
| Arbitro:                               | Aleksandar Stavrev |               |             |                                                                         |

| Giurgiu 27 luglio 2017, ore 19:30 CEST | Astra Giurgiu       | 0 – 0 referto | Oleksandrija | Marin Anastasovici (1 482 spett.)\| Arbitro: \| Dimitar Meckarovski \| |
| Arbitro:                               | Dimitar Meckarovski |               |              |                                                                        |

| Arbitro: | Nikola Dabanović |

|  |           |                          |
|  | Marcatori | 59’ Criscito 90’ Kokorin |

| Burgas 27 luglio 2017, ore 19:30 CEST | Botev Plovdiv | 0 – 0 referto | Marítimo | Lazur (6 335 spett.)\| Arbitro: \| Bojan Pandžić \| |
| Arbitro:                              | Bojan Pandžić |               |          |                                                     |

| Arbitro: | Tore Hansen |

|                |           |             |
| Rivaldinho 54’ | Marcatori | 21’ Laporte |

| Arbitro: | Enea Jorgji |

|                                                 |           |                          |
| Marcus Vinicius 31’, 39’ (rig.) Siemaszko 90+2’ | Marcatori | 33’ Hassan 36’ Dal Hende |

| Brøndby 27 luglio 2017, ore 20:00 CEST | Brøndby      | 0 – 0 referto | Hajduk Spalato | Brøndby (12 535 spett.)\| Arbitro: \| Kevin Clancy \| |
| Arbitro:                               | Kevin Clancy |               |                |                                                       |

| Arbitro: | Halis Özkahya |

|  |           |               |
|  | Marcatori | 44’ Rodríguez |

| Arbitro: | Bartosz Frankowski |

|                   |           |              |
| Sankharé 18’, 33’ | Marcatori | 23’ Šćepović |

| Arbitro: | Adrien Jaccottet |

|                  |           |                |
| K. Coulibaly 76’ | Marcatori | 5’ Ngwat-Mahop |

| Arbitro: | Juan Martínez Munuera |

|                   |           |  |
| Molins 37’ (rig.) | Marcatori |  |

| Arbitro: | Sergei Lapochkin |

|                      |           |  |
| Boakye 13’ Kanga 65’ | Marcatori |  |

| Arbitro: | Mattias Gestranius |

|                         |           |            |
| Christie 5’ Shinnie 78’ | Marcatori | 59’ Jander |

| Arbitro: | Manuel Schuettengruber |

|                              |           |                |
| Ar. Hodžić 31’ Fernándes 41’ | Marcatori | 20’ Mladenovic |

| Arbitro: | Mete Kalkavan |

|                                 |           |                             |
| Germain 2’, 57’, 82’ Sanson 32’ | Marcatori | 26’ (rig.) Siani 69’ Musona |

| Vienna 27 luglio 2017, ore 21:05 CEST | Austria Vienna | 0 – 0 referto | AEL Limassol | Ernst-Happel-Stadion (5 892 spett.)\| Arbitro: \| Antti Munukka \| |
| Arbitro:                              | Antti Munukka  |               |              |                                                                    |

| Arbitro: | Georgi Kabakov |

|            |           |  |
| Baines 65’ | Marcatori |  |

| Arbitro: | Anatoliy Zhabchenko |

|              |           |  |
| Petersen 20’ | Marcatori |  |

#### Ritorno
| Arbitro: | Artyom Kuchin |

|            |           |                                        |
| Aldair 60’ | Marcatori | 34’ (rig.) Holzhauser 90’ Felipe Pires |

| Arbitro: | Antony Gautier |

|            |           |                |
| Konaté 55’ | Marcatori | 80’ Vėževičius |

| Arbitro: | Lee Evans |

|                   |           |              |
| Saroka 47’ (rig.) | Marcatori | 90+3’ Acorán |

| Arbitro: | Clayton Pisani |

|                                |           |  |
| B. Ibraimi 29’ Hasani 42’, 88’ | Marcatori |  |

| Skien 3 agosto 2017, ore 18:30 CEST | Odd             | 0 – 0 referto | Dinamo Zagabria | Odd (4 270 spett.)\| Arbitro: \| Anatolij Abdula \| |
| Arbitro:                            | Anatolij Abdula |               |                 |                                                     |

| Arbitro: | Stephan Klossner |

|                         |           |  |
| Schembri 17’ Zelaya 86’ | Marcatori |  |

| Arbitro: | Oliver Drachta |

|                      |           |  |
| Zaporožan 43’ (rig.) | Marcatori |  |

| Arbitro: | Craig Pawson |

|                   |           |                     |
| Moledo 52’ (aut.) | Marcatori | 63’ Lod 66’ Cabezas |

| Arbitro: | Tony Chapron |

|  |           |            |
|  | Marcatori | 19’ Boakye |

| Arbitro: | Christian Dingert |

|               |           |  |
| Stopira 45+5’ | Marcatori |  |

| Arbitro: | Ali Palabıyık |

|  |           |             |
|  | Marcatori | 67’ Buzaglo |

| Arbitro: | Robert Madley |

|           |           |            |
| Dirar 32’ | Marcatori | 66’ Huspek |

| Arbitro: | Kristo Tohver |

|           |           |                         |
| Bensi 53’ | Marcatori | 59’ Somi 66’ Pettersson |

| Arbitro: | Sebastian Colţescu |

|                    |           |                                   |
| Rygaard Jensen 28’ | Marcatori | 9’, 22’ Pereyra 89’ (rig.) Mamaev |

| Arbitro: | Srdjan Jovanović |

|                                              |           |  |
| Rodrigo Pinho 34’ (rig.) Ricardo Valente 49’ | Marcatori |  |

| Arbitro: | Ivaylo Stoyanov |

|                       |           |  |
| Mak 24’ Cimirot 45+1’ | Marcatori |  |

| Arbitro: | Serhij Bojko |

|                            |                      |                             |
| Lilaj 55’ (rig.) Plaku 83’ | Marcatori            | 18’ Jánoš                   |
| Shehi Latifi Muzaka Lilaj  | Tiri di rigore 4 – 2 | Mareš Přikryl Rada Mebrahtu |

| Arbitro: | Mads-Kristoffer Kristoffersen |

|                    |           |                    |
| Gytkjær 26’, 90+4’ | Marcatori | 1’ Kerk 89’ Labyad |

| Arbitro: | Nicolas Rainville |

|                                  |           |                      |
| Ngamaleu 11’ Nutz 76’ Dobras 88’ | Marcatori | 44’ (rig.) Milićević |

| Arbitro: | Orel Grinfeld |

|                |           |  |
| Erceg 59’, 63’ | Marcatori |  |

| Arbitro: | Eitan Shmuelevitz |

|                                |           |              |
| Socha 77’ (aut.) Sørloth 90+3’ | Marcatori | 59’ Sołdecki |

| Arbitro: | Pavle Radovanović |

|                                       |           |  |
| Raúl García 24’, 29’ Aritz Aduriz 86’ | Marcatori |  |

| Arbitro: | Nikola Popov |

|                            |           |  |
| Bonaventura 9’ Cutrone 52’ | Marcatori |  |

| Arbitro: | Hugo Miguel |

|            |           |  |
| Bočkaj 25’ | Marcatori |  |

| Ostenda 3 agosto 2017, ore 20:45 CEST | Ostenda     | 0 – 0 referto | Olympique Marsiglia | Albert Park (7 900 spett.)\| Arbitro: \| Marco Guida \| |
| Arbitro:                              | Marco Guida |               |                     |                                                         |

| Arbitro: | Michael Tykgaard |

|  |           |                   |
|  | Marcatori | 80’ Calvert-Lewin |

| Arbitro: | Ville Nevalainen |

|  |           |                   |
|  | Marcatori | 79’ (aut.) Korbos |

| Arbitro: | Alexandre Boucaut |

|                               |           |  |
| Ibričić 50’ (rig.) Bizjak 59’ | Marcatori |  |

| Arbitro: | Frank Schneider |

|                                 |           |           |
| Rui Fonte 74’ Raúl Silva 120+1’ | Marcatori | 13’ Obasi |

#### Tabella riassuntiva
| Squadra 1           | Totale          | Squadra 2             | Andata | Ritorno     |
| ------------------- | --------------- | --------------------- | ------ | ----------- |
| PSV                 | 0 - 2           | Osijek                | 0 - 1  | 0 - 1       |
| Trakai              | 2 - 4           | Škendija              | 2 - 1  | 0 - 3       |
| Krasnodar           | 5 - 2           | Lyngby                | 2 - 1  | 3 - 1       |
| Sturm Graz          | 2 - 3           | Fenerbahçe            | 1 - 2  | 1 - 1       |
| Panathīnaïkos       | 3 - 1           | Qəbələ                | 1 - 0  | 2 - 1       |
| Mladá Boleslav      | 3 - 3 (2-4 dtr) | Skënderbeu            | 2 - 1  | 1 - 2 (dts) |
| Austria Vienna      | 2 - 1           | AEL Limassol          | 0 - 0  | 2 - 1       |
| Dinamo Zagabria     | 2 - 1           | Odd                   | 2 - 1  | 0 - 0       |
| Dinamo Bucarest     | 1 - 4           | Athletic Bilbao       | 1 - 1  | 0 - 3       |
| Olimpik Donec'k     | 1 - 3           | PAOK                  | 1 - 1  | 0 - 2       |
| Arka Gdynia         | 4 - 4 (gfc)     | Midtjylland           | 3 - 2  | 1 - 2       |
| Östersund           | 3 - 1           | Fola Esch             | 1 - 0  | 2 - 1       |
| Bordeaux            | 2 - 2 (gfc)     | Videoton              | 2 - 1  | 0 - 1       |
| Maccabi Tel Aviv    | 2 - 0           | Paniōnios             | 1 - 0  | 1 - 0       |
| Utrecht             | 2 - 2 (gfc)     | Lech Poznań           | 0 - 0  | 2 - 2       |
| U Craiova           | 0 - 3           | Milan                 | 0 - 1  | 0 - 2       |
| Brøndby             | 0 - 2           | Hajduk Spalato        | 0 - 0  | 0 - 2       |
| Gent                | 2 - 4           | Altach                | 1 - 1  | 1 - 3       |
| Astra Giurgiu       | 0 - 1           | Oleksandrija          | 0 - 0  | 0 - 1       |
| Everton             | 2 - 0           | Ružomberok            | 1 - 0  | 1 - 0       |
| Aberdeen            | 2 - 3           | Apollōn Limassol      | 2 - 1  | 0 - 2       |
| Stella Rossa        | 3 - 0           | Sparta Praga          | 2 - 0  | 1 - 0       |
| Botev Plovdiv       | 0 - 2           | Marítimo              | 0 - 0  | 0 - 2       |
| Bnei Yehuda         | 1 - 2           | Zenit San Pietroburgo | 0 - 2  | 1 - 0       |
| Olympique Marsiglia | 4 - 2           | Ostenda               | 4 - 2  | 0 - 0       |
| Friburgo            | 1 - 2           | Domžale               | 1 - 0  | 0 - 2       |
| AEK Larnaca         | 3 - 1           | Dinamo Minsk          | 2 - 0  | 1 - 1       |
| AIK                 | 2 - 3           | Braga                 | 1 - 1  | 1 - 2 (dts) |
| Sūduva              | 4 - 1           | Sion                  | 3 - 0  | 1 - 1       |

## Classifica marcatori
Dati aggiornati al 4 agosto 2017
| Gol |  | Minuti giocati | Giocatore       | Squadra      |
| --- |  | -------------- | --------------- | ------------ |
| 7   |  | 527'           | Richmond Boakye | Stella Rossa |
| 7   |  | 537'           | Maksim Maksimov | Trakai       |
| 5   |  | 377'           | Marko Šćepović  | Videoton     |
| 5   |  | 522'           | Besart Ibraimi  | Škendija     |
| 4   |  | 271'           | Senijad Ibričić | Domžale      |
| 4   |  | 299'           | Gerard Gohou    | Qairat       |
| 4   |  | 357'           | Rifet Kapić     | Gorica       |
| 4   |  | 463'           | Paul Onuachu    | Midtjylland  |
| 4   |  | 510'           | Stefan Nutz     | Altach       |
| 4   |  | 540'           | Jakob Poulsen   | Midtjylland  |
| 4   |  | 540'           | Anton Saroka    | Dinamo Minsk |